# شهرستان مک‌دونو (ایلینوی)
شهرستان مک‌دونو (به انگلیسی: McDonough County) یک شهرستان‌ در ایالات متحده آمریکا است که در ایلینوی واقع شده‌است. شهرستان مک‌دونو ۱٬۵۲۸٫۱ کیلومتر مربع مساحت دارد.